# La Claca
La Claca - o Putxinel·lis Claca o Teatre de La Claca - va ser un destacat grup de teatre independent, en català i compromès políticament dels que van sorgir a Catalunya als anys 70 del segle xx. Va ser creada amb el nom de Putxinel·lis Claca com a companyia de teatre per a públic en un principi infantil l'any 1968 pels titellaires Teresa Calafell i Joan Baixas.
Va néixer com a companyia de titelles i ninots, continuadora de la tradició titellaire catalana (els Vilà, els Anglès o Vigués i Mauri) i innovant-la amb l'ús de noves tècniques i materials. Va anar evolucionant a espectacles per a totes les edats i cada vegada de caràcter més pròpiament teatrals. L'any 1978 va presentar Morí el Merma ja amb el nom de Companyia de Teatre La Claca. Va desaparèixer l'any 1988, després de vint anys d'actuacions.
Considerada una de les companyies teatrals d'Espanya amb més prestigi internacional, la Claca ha estat convidada a més de setanta festivals arreu del món i ha actuat en espais com el Gran Teatre del Liceu, els Riverside Studios de Londres, el Centre Georges Pompidou de París, la Sydney Opera House o el Lincoln Center de Nova York. A Llançà cada juliol des de 2012 se celebra un festival d'arts escèniques per a tots els públics, a l'aire lliure, amb el nom de Festival Claca.